# Ivo Ištuk
Ivo Ištuk (Livno, 18. studenoga 1953.), hrvatski bosanskohercegovački nogometni trener i bivši vratar. Kao igrač, bio je vratar za visočku Bosnu i Zagreb. Trenirao Čelik iz Zenice, Slogu iz Ljubuškog, Imotski, Široki Brijeg, Rijeku, Bosnu iz Visokog, TSV Hartberg, Brotnjo, Željezničar iz Sarajeva, Posušje, a također je bio pomoćnik Fuada Muzurovića u bh. A reprezentaciji. U Visokom u Bosni je koordinator omladinskog pogona. Jedan je od najtrofejnijih trenera u BiH. Dobitnik je “Povelje općine Visoko” za 2018.

## Uspjesi

### Trenerska
Bosna Visoko
- Kup NS Bosne i Hercegovine: 1998./99.
- Superkup NS Bosne i Hercegovine: 1999.

Brotnjo
- Doigravanje za prvaka Federacije Bosne i Hercegovine: 1999./00.

Široki Brijeg
- Premijer liga Bosne i Hercegovine: 2003./04.

## Vanjske poveznice
- (eng.) Football Database